# Baie des Chaleurs
Pour les articles homonymes, voir Chaleurs.
La baie des Chaleurs (anglais : Bay of Chaleur ou Chaleur Bay, micmac : Maoi Pôgtapei) est un bras du golfe du Saint-Laurent séparant la péninsule gaspésienne au Québec du Nouveau-Brunswick. Ce nom a été donné par l’explorateur français Jacques Cartier en raison de la brume qui la recouvrait lorsqu'il l'a découverte, ce qui lui donna la fausse impression que l'eau était chaude. Les Micmacs appelaient la baie Mowebaktabaak, ce qui signifie grande baie.

## Toponymie

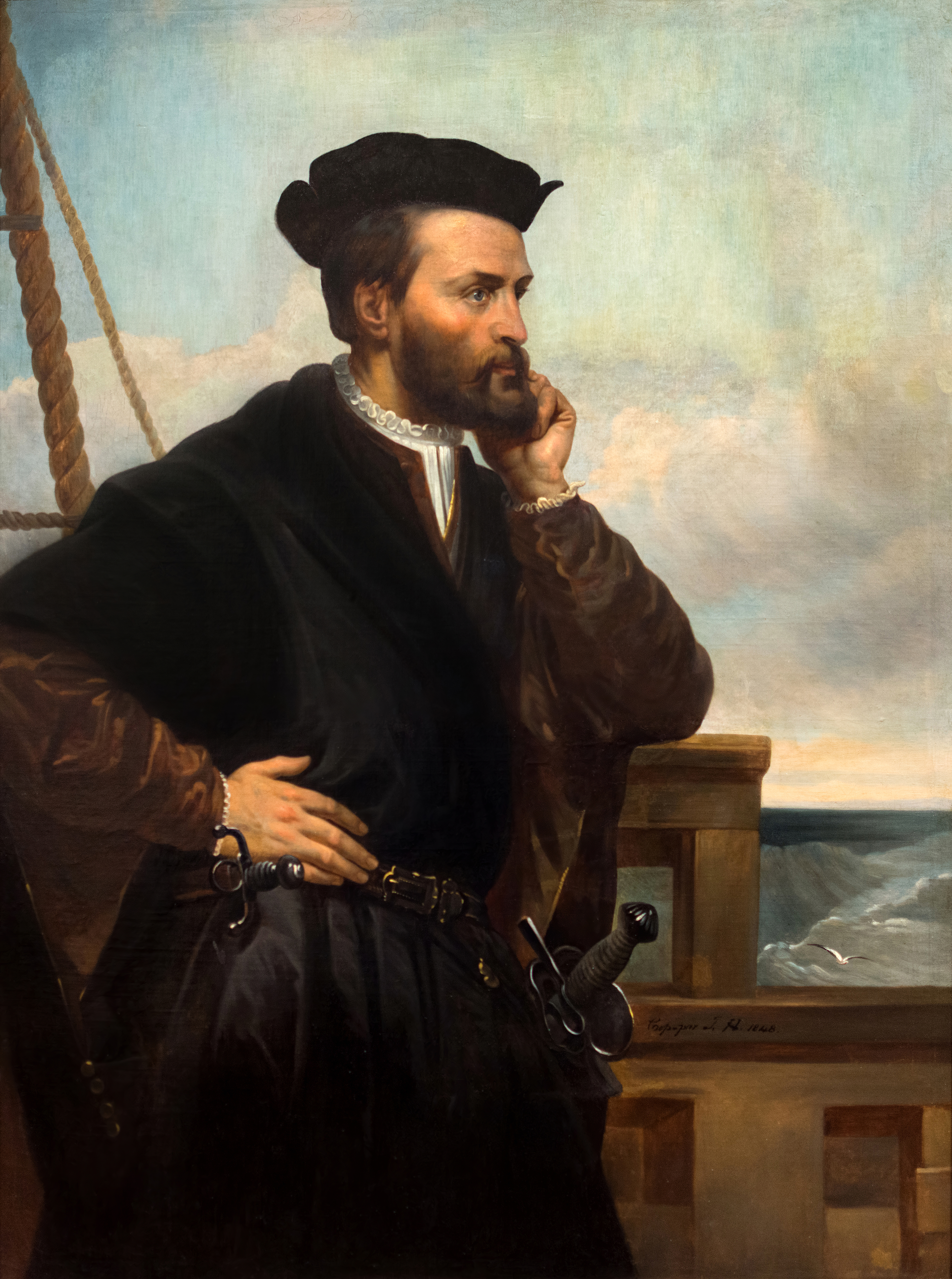
Portrait fictif de Jacques Cartier.

C'est Jacques Cartier qui, le 9 juillet 1534, donne à la baie son nom moderne : « Nous nonmames ladite baye la baye de Chaleu ». Il choisit ce nom parce qu'elle « est en challeur plus temperee que la terre d'Espaigne ». Le pluriel baie des Chaleurs s'impose à partir du XVIIe siècle. Les anglophones lui donnent les noms de Bay of Chaleur ou Chaleur Bay. La traduction littérale Bay of Heat existe aussi. Au XIXe siècle, les Micmacs nomment la baie Ecketaan Nemaachi, ce qui signifie « mer poissonneuse ». Le nom micmac actuel est Maoi Pôgtapei, autrement dit « la baie par excellence ». Historiquement, les noms de Bastille, baya de Ralegno, golfo de Calore, baie de Sainte-Catherine ainsi que Heat or Sterling Bay furent aussi utilisés.
C'est l'un des 81 noms d'intérêt pancanadien, c'est-à-dire que les versions anglaises et française du toponyme sont reconnues officiellement.
Le 8 juillet 1760, les Britanniques y détruisirent une flotte française.

## Géographie
La baie des Chaleurs a une longueur d'environ 100 kilomètres. Elle est alimentée principalement par la rivière Ristigouche, à l'ouest. La baie des Chaleurs se jette à l'est dans le golfe du Saint-Laurent, par un passage long de 40 kilomètres, délimité au nord par le cap d'Espoir et au sud par l'île Miscou. La baie est subdivisée en deux bassins, celui de l'ouest, ou intérieur, et celui de l'est, ou extérieur. La profondeur du bassin Ouest ne dépasse pas 50 mètres tandis que la profondeur moyenne du bassin Est se situe entre 70 et 90 mètres.

### Rivières se jetant dans la baie
Les rivières suivantes se déversent dans la baie des Chaleurs :
 Québec :
(en ordre d'ouest en est)
- Rivière Matapédia (via la rivière Ristigouche)
- Rivière Kempt (via la rivière Ristigouche)
- Rivière du Loup (Restigouche) (via la rivière Ristigouche)
- Rivière Escuminac (Québec) (via la rivière Ristigouche)
- Rivière Nouvelle
- Rivière Stewart
- Rivière Verte (Maria)
- Rivière Cascapédia
- Petite rivière Cascapédia
- Rivière Caplan
- Rivière Saint-Siméon (Baie-des-Chaleurs)
- Rivière Bonaventure
- Rivière Paspébiac
- Rivière de Saint-Godefroi
- Rivière Shigawake
- Rivière Port-Daniel du Milieu
- Rivière Port-Daniel,
- Rivière de l'Anse à la Barbe
- Rivière de l'Anse aux Canards
- Rivière du Grand Pabos Ouest
- Rivière du Grand Pabos
- Rivière du Petit Pabos
- Grande Rivière (Percé)
- Rivière de la Brèche à Manon
- Rivière de l'Anse à Beaufils

 Nouveau-Brunswick :
(en ordre d'ouest en est)
- Rivière à l'Anguille
- Rivière Upsalquitch (via la rivière Ristigouche)
- Fleuve Népisiguit
- Rivière Tétagouche
- Rivière Charlo

Québec/Nouveau-Brunswick :
- Rivière Ristigouche
- Rivière Patapédia (via la rivière Ristigouche)

## Histoire
Avant l'arrivée des Européens, les Micmacs utilisaient la baie pour la pêche grâce à des canots d'écorce spécialement modifiés pour faire face à la mer. D'ailleurs, ils avaient une technique de pêche au saumon atlantique particulière qui consistait à attirer le saumon grâce à la lueur de flambeaux et à le harponner en se tenant debout dans un canot.
En 1760 se tint sur plusieurs semaines au fond de la baie des Chaleurs la Bataille de la Ristigouche entre des forces navales françaises et anglaises. Cette bataille, qui eut aussi des actions terrestres, fut le dernier engagement militaire de la Guerre de Sept Ans qui mit fin à la présence française au Canada.
Un musée commémoratif de cet évènement se tient au Lieu historique national de la Bataille-de-la-Ristigouche, au fond de la baie des Chaleurs, à  Pointe-à-la-Croix en Gaspésie, Québec.

## Tourisme
La baie des Chaleurs est membre du club prestigieux des plus belles baies au monde et possède également la deuxième plus longue bande naturelle de sable au monde, celle de la rivière à l'Anguille, unique en ce qu'elle a un volume d'eau douce d'un côté et de l'eau salée de l'autre. Elle abrite également de nombreuses espèces d'oiseaux protégées, tels le faucon pèlerin, l'arlequin plongeur ou encore le pygargue à tête blanche.
L'observation des baleines y est pratiquée, y compris les cibles menacées telles que rorqual commun qui sont des attractions populaires dans la baie. La Baleine franche de l'Atlantique Nord, une des baleines les plus rares, a souvent été vue ces dernières années,,,.